# Бибиково (Тульская область)
Бибиково — деревня в Узловском районе Тульской области России.
В рамках административно-территориального устройства относится к Хитровской сельской администрации Узловского района, в рамках организации местного самоуправления входит в Шахтёрское сельское поселение.

## География
Расположена на юго-западной границе города Узловая (в 2,5 км к юго-западу от железнодорожной станции Узловая I.
Бибиковский пруд.

## Население
| 2002 | 2010 |
| ---- | ---- |
| 165  | ↘128 |

Население — 128 чел. (2010).